# Lichmera alboauricularis
Papa-mel-de-peito-malhado ou papa-mel-de-peito-pintado (Lichmera alboauricularis) é uma espécie de ave da família Meliphagidae.
Pode ser encontrada nos seguintes países: Indonésia e Papua-Nova Guiné.
Os seus habitats naturais são: florestas de mangal tropicais ou subtropicais.